# بييرلويجي كولينا
بييرلويجي كولينا (بالإيطالية: Pierluigi Collina)‏، من مواليد 13 فبراير 1960 في مدينة بولونيا شمال إيطاليا، حكم كرة قدم إيطالي دولي سابق، متزوج ولديه ابنتان. اعتبر على نطاق واسع أنه أفضل حكم في جيله، واخذ لقب الفيفا «لأفضل حكم لهذا العام» ست مرات متتالية. وهو الآن استشاري لاتحاد الحكام لكرة القدم، وأيضا عضو لجنة حكام الاتحاد الأوروبي لكرة القدم. وكان كولينا رئيس الحكام لاتحاد كرة القدم في أوكرانيا منذ 5 يوليو، 2010.
التحق بجامعة بولونيا وتخرج منها بشهادة في الاقتصاد عام 1984.
خلال السنوات التي قضاها في سن المراهقة لعب في مركز قلب الدفاع لفريق محلي، ولكن تم إقناعه في عام 1977 ليكون حكماً حيث اكتشف أن لديه الموهبة خاصة لهذا المنصب.
حكم في نهائي دوري أبطال أوروبا بين نادي بايرن ميونخ ونادي مانشستر يونايتد في عام 1999، وحكم في كأس الأمم الأوروبية لكرة القدم 2000، وحكم في كأس العالم لكرة القدم 2002، وحكم في كأس الأمم الأوروبية لكرة القدم 2004.
كان مرشحا بقوة لقيادة نهائي أمم أوروبا 2000 إلا أن بلوغ إيطاليا للنهائي منع ذلك.
بعد تحكيمه لنهائي كأس العالم 2002 سأل إن كان سعيد لأن المنتخب الإيطالي لم يصل للنهائي، فقال: "أنه كإيطالي حزن لخروج منتخب بلاده، لكنه سعيد كحكم بأن سنحت له فرصة التحكيم في نهائي كأس العالم.
سمح له الاتحاد الإيطالي بالاستمرار في التحكيم رغم تجاوزه الـ 45 من عمره، إلا أن بعض المشاكل ظهرت بعد توقيعه عقدا دعائيا مع شركة أوبيل للسيارات، والتي كانت ترعى في نفس الوقت نادي ميلان، طلب منه الاتحاد الإيطالي فسخ عقده، أو التحكيم في الدرجة الثانية. رفض كولينا كلا الخيارين وفضل الاعتزال.

## الروابط الخارجية
- بيارلويجي كولينا على موقع IMDb (الإنجليزية)
- بيارلويجي كولينا على موقع كينوبويسك (الروسية)
- بيارلويجي كولينا على موقع Soccerway.com (الإنجليزية)
- بيارلويجي كولينا على موقع أوليمبيديا (الإنجليزية)